# Klan MacDougall
MacDougall (Macdougall, McDougall, gael. MacDhùghaill) - szkockie nazwisko i nazwa klanu góralskiego